# Chontaduro
Chontaduro ist eine Ortschaft und eine Parroquia rural („ländliches Kirchspiel“) im Kanton Rioverde der ecuadorianischen Provinz Esmeraldas. Die Parroquia besitzt eine Fläche von 216,81 km². Die Einwohnerzahl lag im Jahr 2010 bei 3222.

## Lage
Die Parroquia Chontaduro liegt im Küstentiefland im Nordwesten von Ecuador. Der Río Verde durchquert das Verwaltungsgebiet in nördlicher Richtung. Der Südosten der Parroquia umfasst das Einzugsgebiet dessen rechten Nebenflusses Río Chontaduro. Der 17 m hoch gelegene Ort Chontaduro befindet sich am linken Flussufer des Río Verde oberhalb der Einmündung des Río Chontaduro von rechts, 16 km südsüdwestlich vom Kantonshauptort Rioverde.
Die Parroquia Chontaduro grenzt im Westen und im Nordwesten an die Parroquias Chinca und Camarones (beide im Kanton Esmeraldas), im Norden an die Parroquia Rioverde, im Nordosten an die Parroquia Rocafuerte, im Südosten an die Parroquia Montalvo sowie im Süden an die Parroquia Chumundé.

## Orte und Siedlungen
In der Parroquia gibt es folgende Recintos: Achiote, Zapallo, Zapallito, Chemere, Venado, San Roque, Papayal (Unión Manabita), Mocole, Partidero, Las Cumbres, Guayabal, Julián, Tortuga, El Porvenir, Candelilla (Juanache) und Chorrerón. Ferner gibt es folgende Caseríos: Businga, La Sierpe, La Torre, El Moral, Tigre (de Venado), Tigre (de Papayal), Canapular und El Delirio.

## Geschichte
Die Gründung der Parroquia Chontaduro wurde am 16. Mai 1961 im Registro Oficial N° 215 bekannt gemacht und damit wirksam.